# Чжаджанмьон
Чжаджанмьон (jajangmyeon (кор. 자장면, [tɕa.dʑaŋ.mjʌn]) або jjajangmyeon (кор. 짜장면, [t͈ɕa.dʑaŋ.mjʌn])) — корейська страва з локшини, заправлена густим соусом із чуньчжана, нарізаної кубиками свинини та овочів. Варіанти страви з використанням морепродуктів або іншого м'яса.

## Історія
Джангмьон бере свій початок у 1905 році, коли він був представлений у Gonghwachun (кор.: хангиль: 공화춘, ханча: 共和春), китайський ресторан у китайському кварталі Інчхон, яким керує іммігрант із китайської провінції Шаньдун. Тепер ресторан є музеєм Джаджангмьон.
Хоча назва джангмьон походить від китайської страви zhájiàngmiàn (炸酱面), корейська версія джангмьон багато в чому відрізняється. Юн Чен, доцент кафедри історії Каліфорнійського університету в Ірвіні, стверджував, що хоча страва «виникла, як північнокитайська страва з локшини та меленої свинини zhájiàngmiàn, вона є повністю корейською».
У середині 50-х років у Південній Кореї, відразу після Корейської війни, чонмьон продавали за низькими цінами, щоб будь-хто міг їсти його без тягаря. Новий корейський стиль jajangmyeon почав набувати вибухової популярності серед численних купців, які відвідували порт Інчхон, що був центром торгівлі, та численних докерів, які працювали на рибному ринку, і швидко поширився по всій країні.

## Ім'я
Чжаджан (자장; альтернативне написання jjajang 짜장) походить від китайського слова zhájiàng (炸酱), що в перекладі означає «смажений соус». Мьон (면) означає «локшина». Китайські ієрогліфи вимовляються корейською мовою як jak (작; 炸) і jang (장; 醬), але страва з локшини називається jajangmyeon, а не jakjangmyeon, оскільки її походження не є китайсько-корейським словом, а транслітерацією китайської вимови. Оскільки китайська вимова чжа для корейського вуха звучала як jja (а не ja), страва відома в Південній Кореї як jjajangmyeon, і переважна більшість корейських китайських ресторанів використовують саме таке написання.
Протягом багатьох років, до 22 серпня 2011 року, Національний інститут корейської мови не визнавав слово jjajangmyeon прийнятною ідіоматичною транслітерацією. Причиною того, що jjajangmyeon не стало стандартним написанням, були правила транслітерації іноземних слів, оголошені в 1986 році Міністерством освіти, в яких зазначалося, що іноземні перешкоди не повинні транслітеруватися за допомогою подвоєних приголосних, за винятком деяких усталених звичаїв. Відсутність визнання наштовхнулася на жорстку критику з боку прихильників написання джангмьон, таких як Ан До Хеон, поет, лауреат поетичної премії Sowol. Пізніше джангмьон було прийнято як альтернативний стандартний варіант написання поряд з джангмьон у Національній мовній консультаційній раді, а 31 серпня він був включений як стандартний варіант написання до Стандартного словника корейської мови.

## Приготування та подача

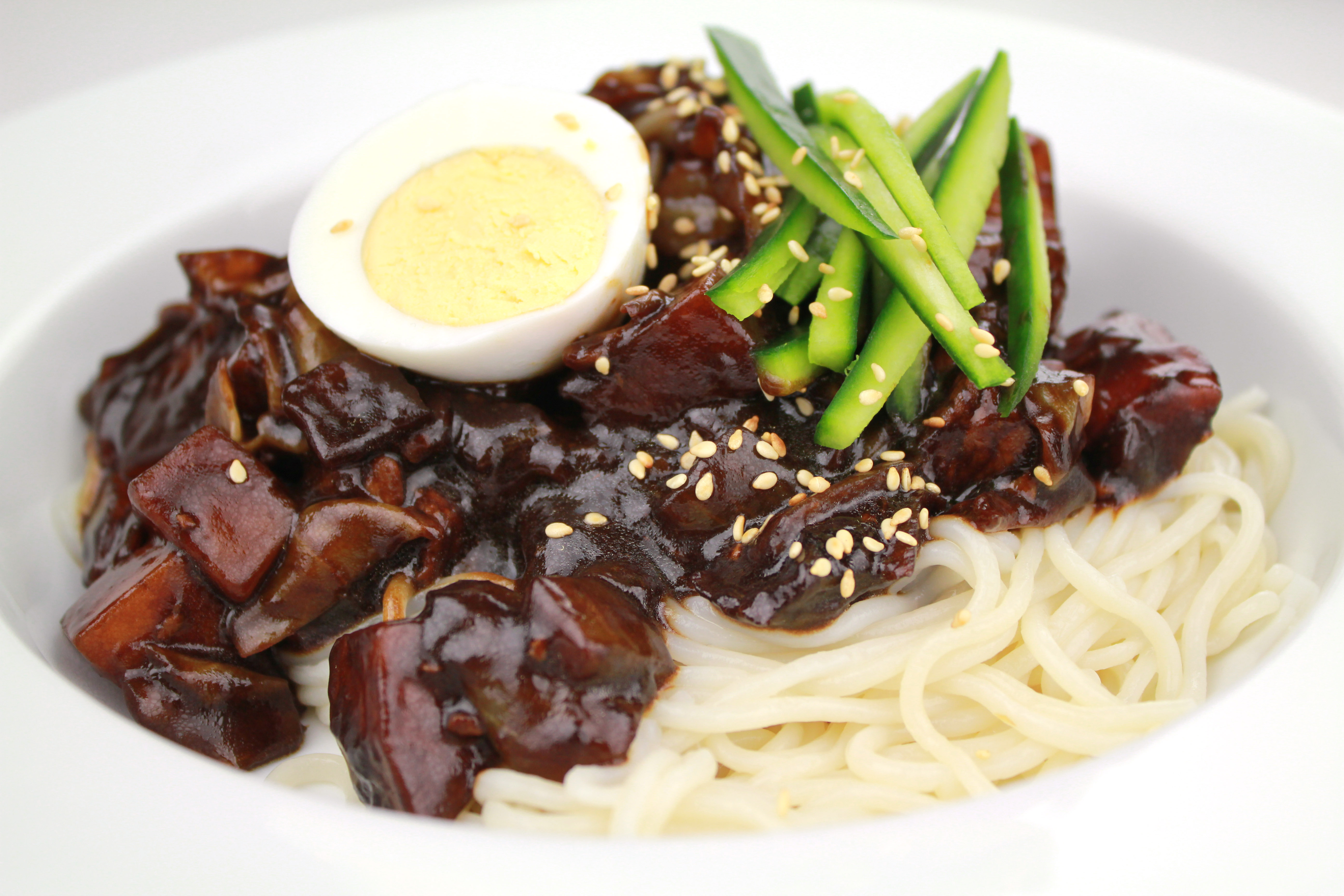
Джангмьон, приправлений круто звареним яйцем, огірком з жульєном і підсмаженим кунжутом

Для приготування джангмьон використовують товсту локшину ручного або машинного виробництва з пшеничного борошна, солі, харчової соди та води. Соус, джуанг, готується зі смаженого чунджангу з іншими інгредієнтами, такими як соєвий соус (або устричний соус), м'ясо (зазвичай свинина, але іноді яловичина), морепродукти (зазвичай кальмари або креветки), ароматизатори (сільця, імбир і часник).), овочі (зазвичай цибуля, кабачки або корейські цукіні, або капуста), бульйон і крохмальна кашка.
Під час подачі джангмьон можна посипати натертим огірком, зеленою цибулею, яєчним гарніром, вареним або смаженим яйцем, бланшованими креветками або обсмаженими скибочками пагонів бамбука. Страву зазвичай подають з данмудзі (жовтою маринованою редькою), нарізаною сирою цибулею та соусом чунджан для занурення цибулі.

## Варіації
Варіанти страви джангмьон включають ган-джджаджанг, чженбан-джджаджанг, юні-джджаджанг і самсон-джджаджанг.
- Gan-jjajang (간짜장) — джангмьон із сухим соусом, виготовлений без додавання води (бульйону) та крохмальної кашки. Буква «ган» походить від китайської вимови ієрогліфа 乾 (кор. ханджа:乾; читання: 건, «геон»; китайський спрощений ієрогліф: 干; читання: gān) означає «сухий»[8].
- Jaengban-jjajang (쟁반짜장) — джангмьон, який готують шляхом обсмажування пропареної локшини з соусом у воке та подають на тарілці, а не в мисці. Jaengban корейською означає «тарілка»[8].
- Юні-чжаджанг (유니짜장) — джангмьон, зроблений з фаршу. Слово юні походить від корейського читання китайського слова ròuní (肉泥; Корейське читання : 육니, yungni), що означає «мелене м'ясо»[8]. Хоча yungni не є словом у корейській мові, запозичене слово yuni, яке використовується лише в назві страви yuni-jjajang, ймовірно, походить від вимови китайськими іммігрантами корейського прочитання цього слова з відкиданням коди k (або ng через корейську фонотактику), яку носіям мандаринської мови важко вимовити[9].
- Самсеон-джаджанг (삼선짜장) — джангмьон, який включає морепродукти, такі як кальмари та мідії. Слово samseon походить від корейського прочитання китайського слова sānxiān (三鲜) означає «три свіжі інгредієнти»[8].

Можуть бути комбінації. Наприклад, самсон-ган-джаджанг може означати морепродукти джаджангмьон, приготовані без додавання води.
Існують також такі страви, як джаджанг-бап і джаджанг-тток-боккі. Джаджанг-бап — це, по суті, та ж страва, що і джаджангмьон, але подається з рисом замість локшини. Jajang-tteok-bokki — це тток-боккі, які подаються з соусом jajang замість звичайного гострого соусу. Буль чжаджанмьон — гостра варіація чжаджанмьона.
Продукти швидкого приготування, такі як «Чапагетті», «Чачароні» і «Чжа Ван» — це локшина швидкого приготування, що складається з сушеної локшини, яка відварюється так само, як і рамьон, з використанням шматочків сушених овочів, які відціджують і змішуються з порошком джаджанг або рідким соусом джаджанг, а також з невеликою кількістю води та олії.

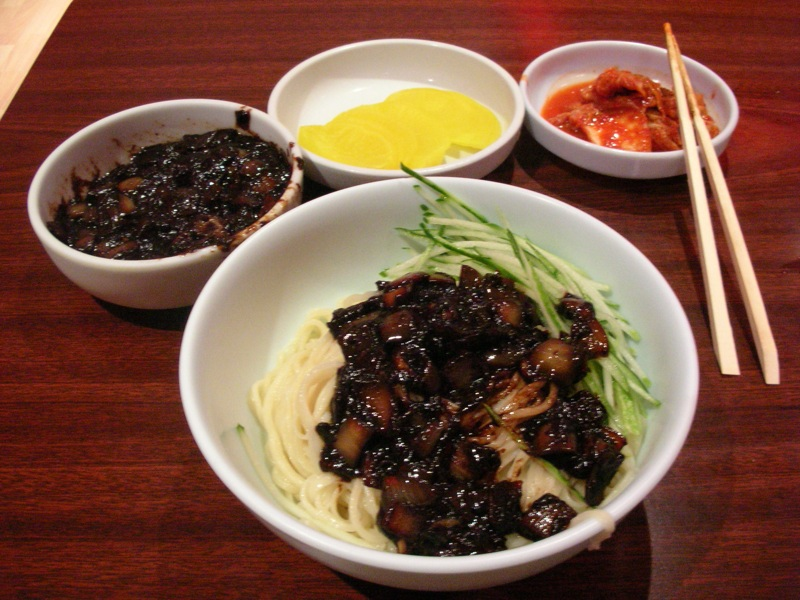
Ган-джаджанг
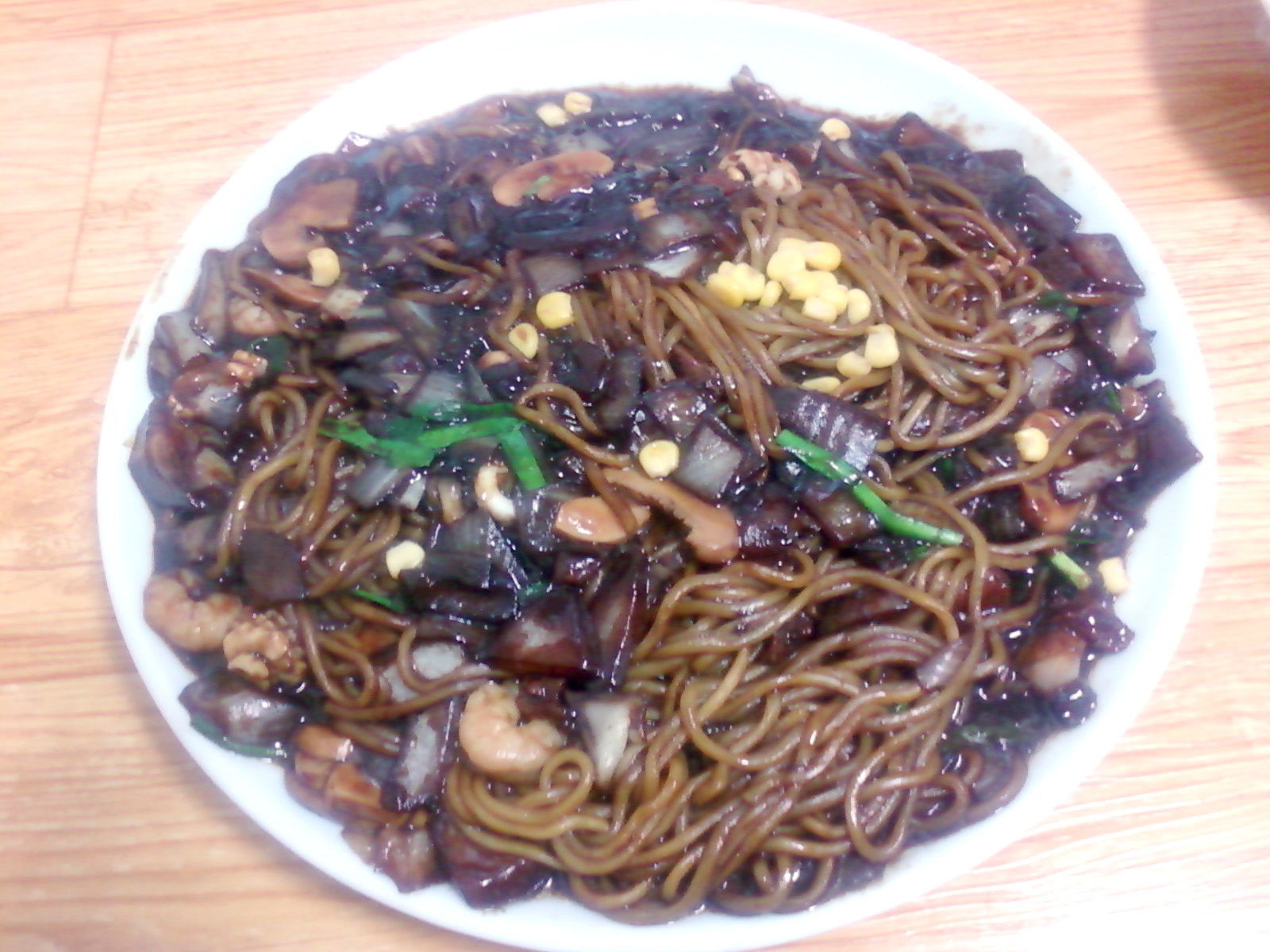
Дженгбан-джаджанг
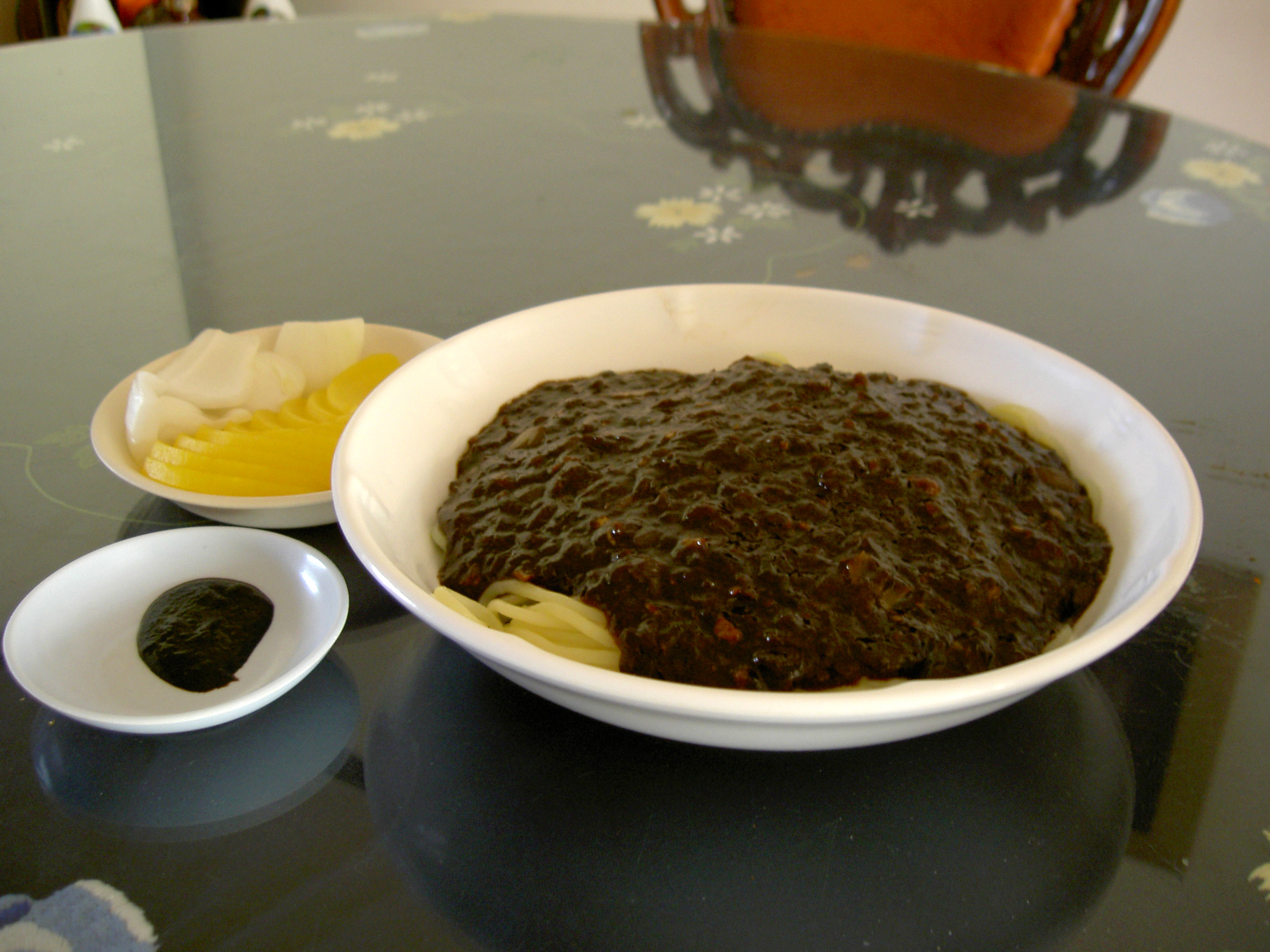
Юні-джаджанг
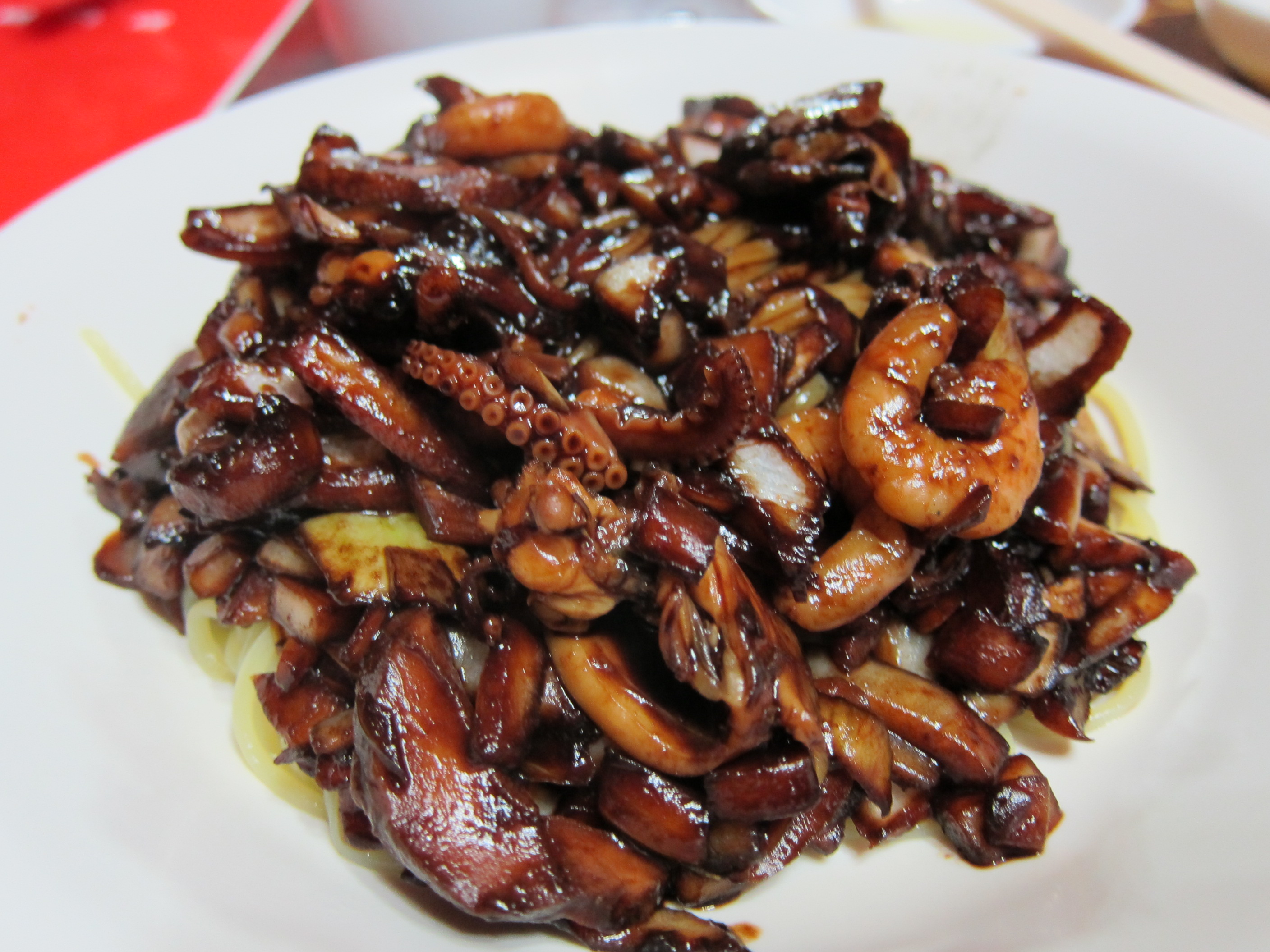
Самсеон-ган-джаджанг
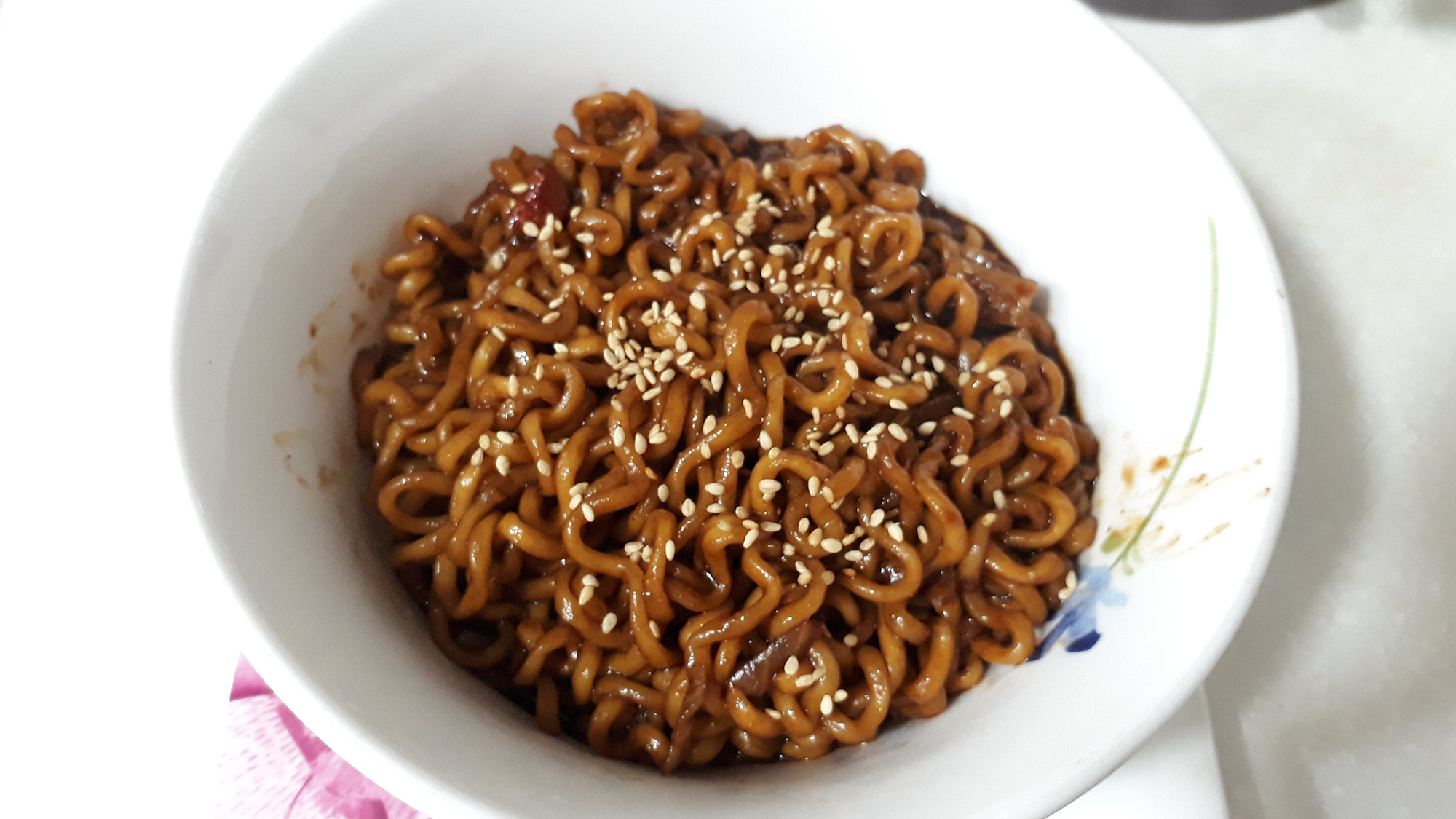
Чапагетті